# Chó sục Wales
Chó sục xứ Wales (tiếng xứ Wales: Daeargi Cymreig) là một giống chó có nguồn gốc từ xứ Wales và ban đầu được nuôi để săn cáo, các loài gặm nhấm và lửng, nhưng trong thế kỷ trước nó chủ yếu được lai tạo để trưng bày. Mặc dù vậy, chúng vẫn giữ được sức mạnh vốn có của chúng. Chó sục xứ Wales đã được tuyên bố là giống chó hiện có lâu đời nhất ở Anh theo nghiên cứu.
Chó sục Wales là một nhóm chó trình diễn sinh sau đẻ muộn ở Anh (chủ yếu đóng vai trò là một con chó phụ việc) và không được chính thức đăng ký là giống chó chính thức đến thế kỷ 19. Giống chó này hiện đang nằm trong danh sách các giống chó của Cậu lạc bộ Chăm sóc chó Vương quốc Anh có nguy cơ trở nên ít dần rồi tuyệt chủng, chỉ có ít nhất 300 con chó giống này được đăng ký mới hàng năm, so với các giống chó phổ biến nhất của quốc gia này, với số lượng được đăng ký trong hàng chục ngàn con mỗi năm.

## Tính cách
Chó sục Wales có tính khí của một con chó thuộc nhóm chó sục điển hình. Thuận thay phải, giống chó này là một giống chó có tính tình vui vẻ, tràn đầy năng lượng và ít khi bẻn rẻn hay nhút nhát, nhưng đôi khi chúng có thể có tỏ thái độ. Chó sục xứ Wales nói chung là thân thiện với người và chó nhưng khi chúng nhận thấy mình bị thách thức, nó sẽ không e dè thoái lui. Chó thuộc giống chó này có thể dành hết lòng cho bạn bè của chúng và có thể đóng vai trò như chó thành phố hoặc chó quốc gia.